# Bournoncle-Saint-Pierre
Bournoncle-Saint-Pierre là một xã thuộc tỉnh Haute-Loire nam trung bộ nước Pháp. Xã Bournoncle-Saint-Pierre nằm ở khu vực có độ cao trung bình 490 mét trên mực nước biển.